# 經血過多
經血過多（Menorrhagia）描述女性在月經期間經血量過多的情形，屬於功能失调性子宫出血的一種。
非正常的子宮出血可能肇因於生殖道結構異常、無排卵、出血疾病、激素分泌異常（如甲狀腺素過低），或生殖道癌症。
治療方法依潛在原因、嚴重度。及對生活的影響程度決定。治療初期常使用避孕藥調整，若症狀無法改善，則可以考慮手術治療。約每1000名女性就有53名有功能失调性子宫出血的問題。

## 症狀及徵象
正常月經週期約在21至35天之間，經期平均約5天，總出血量約為25至80 ml 之間。當單次經期總出血量超過 80 ml 時即稱經血過多。但臨床上實際的經血量並不好評估，通常以兩小時內一片衛生棉或一條衛生棉條完全滲濕為標準。若經血量已干擾日常生活品質，也可以視為經血過多。
貧血為經血過多的併發症，也可能以初始症狀表現。貧血會使患者虛弱、疲倦，以及呼吸急促。可以進行血液檢查以利診斷。

## 病因
經血過多通常無法找到病因，大多採取症狀治療。下表列出目前已知可能造成不正常子宮出血的原因，必須事先排除：

### 考量
- 經血過多但月經週期正常：
  - 無疼痛：
    - 肌瘤（英语：Fibroma）：子宮肌瘤會使子宮壁向內膨出，使子宮內膜面積增大，僅而使月經出血量增加。
    - 凝血功能異常（罕見）：有些凝血功能異常疾病也會造成經血過多，如特发性血小板减少性紫癜（ITP）、類血友病等等，或是有使用華法林等抗凝血劑。
    - 子宫内膜癌：也可能導致更年期後陰道出血（英语：post-menopausal bleeding）
    - 子宫内膜息肉

  - 有疼痛：
    - 骨盆腔發炎
    - 子宮內膜異位症
    - 子宫腺肌病：子宮內膜侵入肌肉層，導致疼痛及出血
    - 妊娠相關併發症
- 短月經週期（少於21天），但經血量正常。這些通常是激素導致的無卵性月經（英语：anovulatory cycle）。
- 短月經週期，且經血量過多。可能為卵巢功能異常導致，也可能是腫瘤阻塞血管所致。
- 月經量過多，且間隔過長
  - 動情素分泌時間過長，導致卵巢激素失調
  - 复合口服避孕药停藥
- 全身性原因：甲狀腺疾病、精神壓力

## 診斷
診斷需依據理學檢查、超音波診斷，以及完整藥物史判斷。如果必要可安排實驗室檢查或子宮鏡檢查。以下列表列出可以協助醫師診斷的方法：
- 骨盆腔及肛門檢查：確認出血地點是否位於下生殖道或直腸
- 子宮頸抹片：確認是否為子宮頸癌
- 盆腔超音波：確認是否有生殖道結構異常[6]
- 子宮內膜切片：排除癌症或異常增生
- 子宮鏡檢查
- 血中TSH及T4濃度：排除甲狀腺機能低下[7]

## 治療
如果沒有排除惡性腫瘤的可能性，不建議開始進行治療。未經評估過的經驗療法可能導致忽略惡性腫瘤。如能找出原因，治療需針對根本原因下手。初潮和更年期若有經血過多的情形，可再繼續觀察，日後可能會自行改善。
若出血情形不嚴重，僅需再檢查是否有惡性病變可能，若有貧血情形可補充口服鐵劑。
經血過多一般由避孕藥等激素治療，特別是初潮或更年期前後的出血症狀。一般來說，复合口服避孕药或純黃體素可以服用幾個月。但更長期的治療可考慮注射長效性醋酸甲羥孕酮，或置入含黃體素的子宮內避孕器。子宮肌瘤也可以使用賀爾蒙治療，但若沒有效果，則可以考慮手術摘除。
口服傳明酸最多可減輕50%的出血。可與前文提到的激素類藥物合併使用。
抗發炎藥物如NSAID等可以使用。NSAID為有卵月經出血過多的第一線用藥，可減少20-46%的經血量。此類藥品僅建議在月經來的五天給予，以避免消化不良等副作用。
子宮切除術可完全根除經血過多的情形，過去常發生的深静脉血栓風險已大幅下降。經陰道子宮切除術比起過往的經腹手術能大幅減少不適恢復時間，然而子宮肌瘤可能造成子宮過大，若小型的肌瘤可執行局部切除。現今則有子宮內膜燒灼術。
在英國，因經血過多執行的子宮切除術比例已大幅下降。可能是因為子宮內膜燒灼術和含黃體素的子宮內避孕器的發展。

### 藥物
本用藥指引來自英國英國國家健康與照顧卓越研究院（NICE）：
- 第一線
  - 含孕激素宫内节育器
- 第二線
  - 傳明酸：一種抗纖維蛋白溶解劑
  - 非甾体抗炎药（NSAIDs）
  - 复合口服避孕药：預防子宮內膜增生
- 第三線
  - 口服孕激素（如：炔諾酮），預防子宮內膜增生
  - 長效性醋酸甲羥孕酮（如Depo provera）
- 其他選擇
  - 性腺激素釋放素致效劑

### 手術
- 子宮擴刮術（D&C）在單純的經血過多情形已不再使用，墮胎不完全時可考慮
- 子宮內膜燒灼術
- 子宮動脈 栓塞手術（UAE）
- 子宮鏡導子宮肌瘤摘除術，摘除直徑３公分以上的肌瘤

## 延伸閱讀
- Continuous Identification of Research Evidence (collaborative of the WHO, and US CDC & Johns Hopkins Hospital) - Search of Evidence about the IUS
- Abnormal vaginal bleeding National Guideline Clearinghouse
- Menorrhagia - Menstrual Abnormalities and Abnormal Uterine Bleeding （页面存档备份，存于） Menstrual Abnormalities and Abnormal Uterine Bleeding - Armenian Medical Network
- Abnormal uterine bleeding/dysfunctional uterine bleeding. （页面存档备份，存于） Intracorp - Public For Profit Organization.  2005.  Various pagings.   NGC:004390
- Working group on inherited bleeding disorders （页面存档备份，存于） rbdd - Rare Bleeding Disorders database
- Project Red Flag Information About Women and Bleeding Disorders
- Adenomyosis Information （页面存档备份，存于） from MayoClinic.com
- Working group on menorrhagia （页面存档备份，存于） Menorrhagia and other gynaecological problems in women affected by bleeding disorders